# گولدی
کلیفورد جوزف پرایس (به انگلیسی: Clifford Joseph Price) یک هنرپیشه، تهیه‌کننده موسیقی، آهنگساز دی‌جی، و موسیقی‌دان اهل بریتانیا است. وی از سال ۱۹۹۱ میلادی تاکنون مشغول فعالیت بوده‌است.
کلیفورد جوزف پرایسکه بیشتر با نام حرفه‌ای گولدی (به انگلیسی: Goldie) شناخته می‌شود، یک هنرمند موسیقی الکترونیک، دی‌جی، هنرمند تجسّمی، و هنرپیشه است. او بیش از هر چیز به‌خاطر نوآوری‌هایش در سبک‌های موسیقی جانگل و درام و بیس شناخته شده‌است، هرچند که پیش از ورود به عرصهٔ موسیقی نیز به‌خاطر آثارش به‌عنوان یک هنرمند دیوارنگاری هوادارانی پیدا کرده‌بود.

## زندگی‌نامه

### حرفهٔ بازیگری
گولدی در چندین فیلم، از جمله فیلم دنیا کافی نیست جیمز باند، فیلم قاپ‌زنی گای ریچی، و سوپ اپرای بریتانیایی EastEnders ایفای نقش کرده‌است.

### حضور در تلویزیون
علاوه‌بر این، گولدی تابه‌امروز در چند سریال واقع‌نمای معروف ظاهر شده‌است.